# Formica obscuripes
Formica obscuripes (лат.) — вид муравьёв из группы рыжих лесных муравьёв Formica rufa group (Formica s. str., Formicinae). Неарктика. Создает большие муравейники, покрытые мелкими кусочками растительного материала. Число взрослых рабочих в одной колонии может достигать 40 000. F. obscuripes питается различными видами насекомых, потребляет нектар равнокрылых насекомых, за которыми ухаживает, и иногда поедает ткани растений .

## Распространение
Северная Америка: Канада, США. Formica obscuripes обитает в штатах Индиана и Мичиган на западе США и в южной части Канады. Это один из самых многочисленных муравьев на западе Северной Америки, особенно в полузасушливых районах с шалфеями и найден на высотах до 3194 м.

## Описание
Длина менее 1 см. Окраска рабочих муравьёв двухцветная, голова и грудка рыжеватые, брюшко чёрное (самцы чёрные). От близких видов отличается следующими признаками Усики 12-члениковые. Нижнечелюстные щупики 6-члениковые, нижнегубные щупики состоят из 4 сегментов. Стебелёк между грудкой и брюшком состоит из одного членика (петиолюс) с вертикальной чешуйкой. На средних и задних ногах по одной простой шпоре. Жало отсутствует.
Продолжительность жизни рабочих от 19 до 44 суток, однако отдельные особи живут более 1 года.

### Генетика
Гаплоидный набор хромосом самцов n = 26.

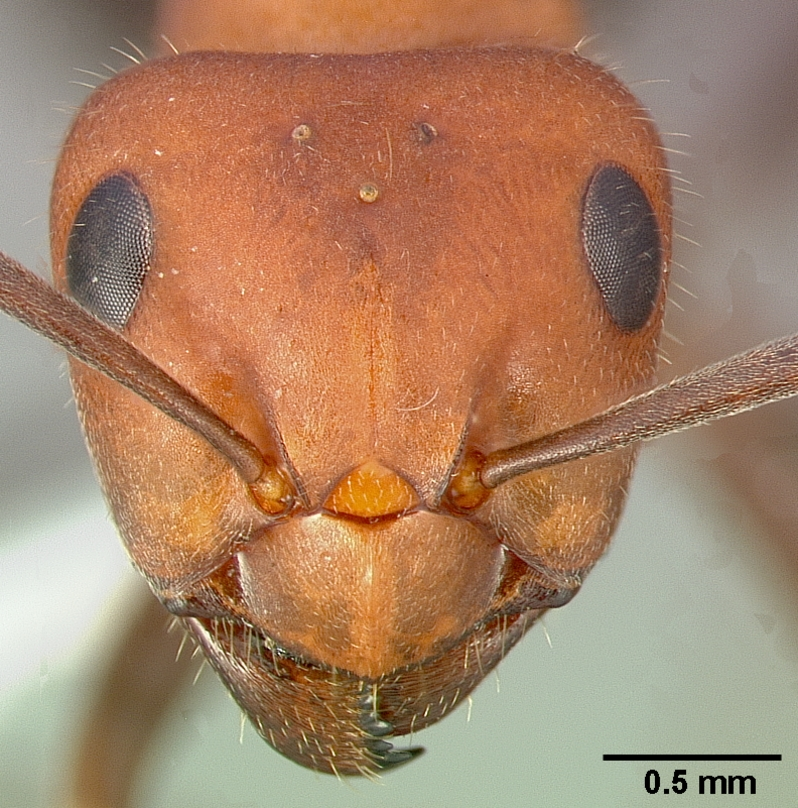
Голова
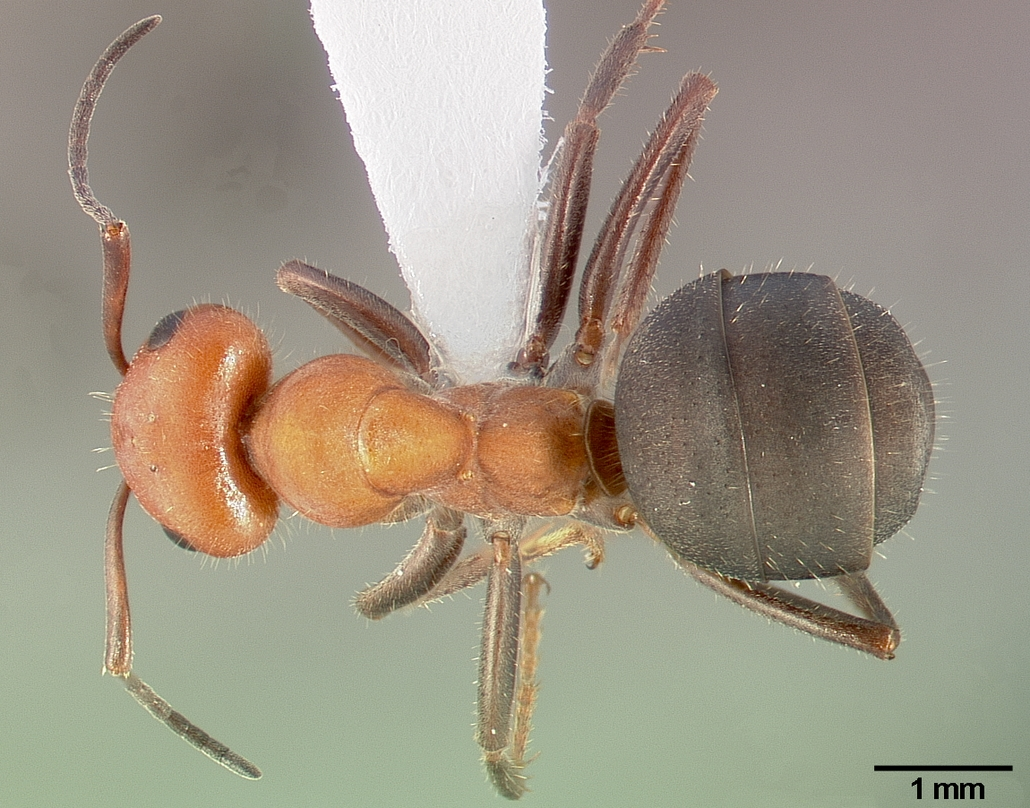
Вид сверху
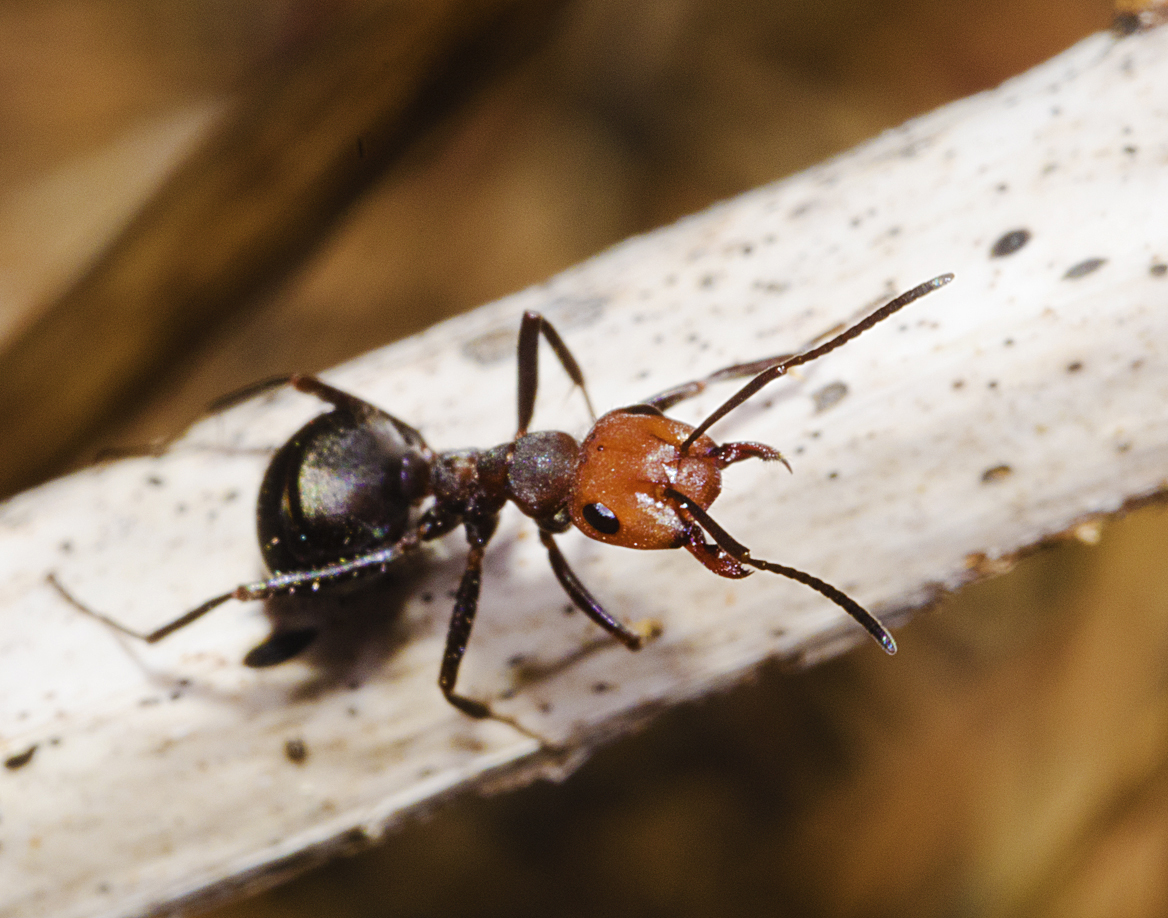
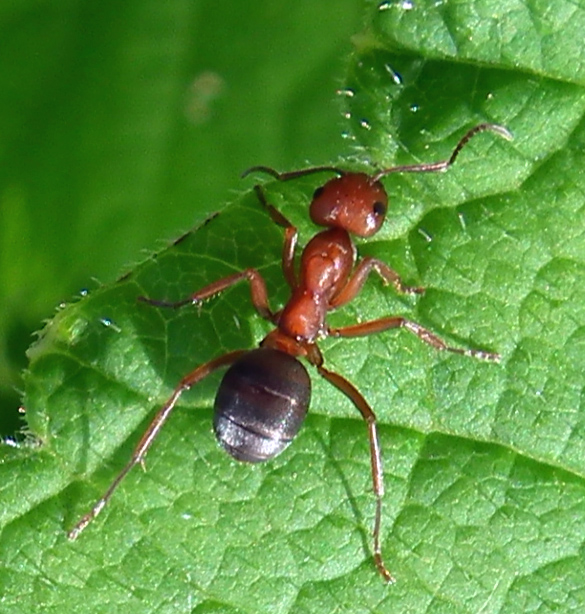

### Муравейники
F. obscuripes создает отчётливые куполообразные насыпи, состоящие из различных материалов, найденных в окружающей гнездо среде. В основном это травянистая растительность. Как правило, курганы строятся в местах, лишенных укрытий, чтобы подвергать гнездо воздействию солнечного света. Размеры этих курганов очень разнообразны и в основном определяются возрастом и состоянием колонии. Высота гнезда колеблется от 15 до 45 см, хотя нередко встречаются гнезда большей высоты (диаметром до 1,5 м), и оно может уходить в землю на 1,2 м, причем камеры имеются как в насыпном кургане, так и в почве. Состояние внешней части муравейника постоянно меняется под воздействием деятельности муравьев и изменений в окружающей среде. Чтобы растения не затеняли гнездо, муравьи могут сгрызать кору у основания растений, растущих на кургане или поблизости от него. Затем муравьи распыляют муравьиную кислоту в открытый слой, что приводит к гибели и уничтожению растений.
Известны и более крупные гнёзда высотой более 1,2 м.

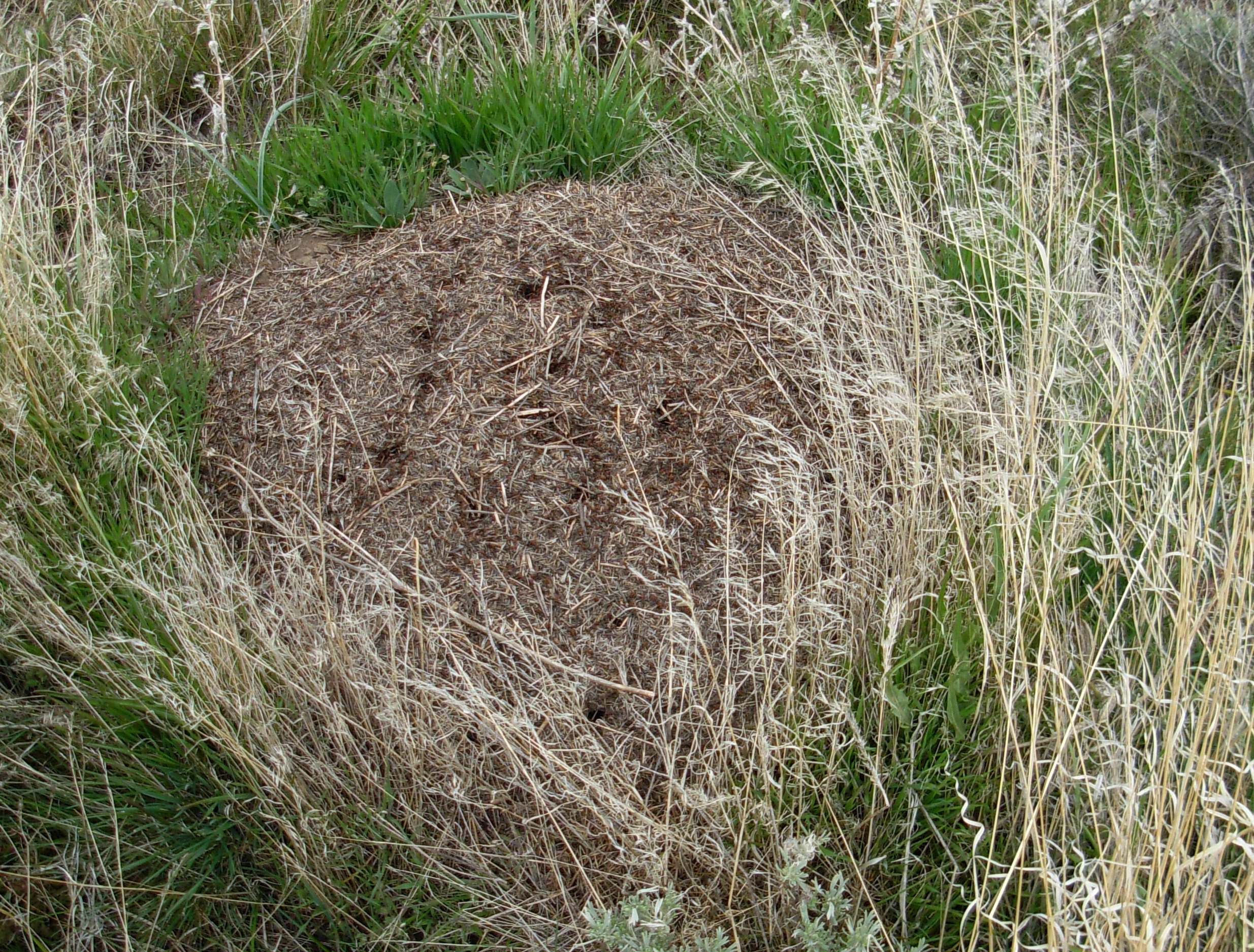
Муравейник
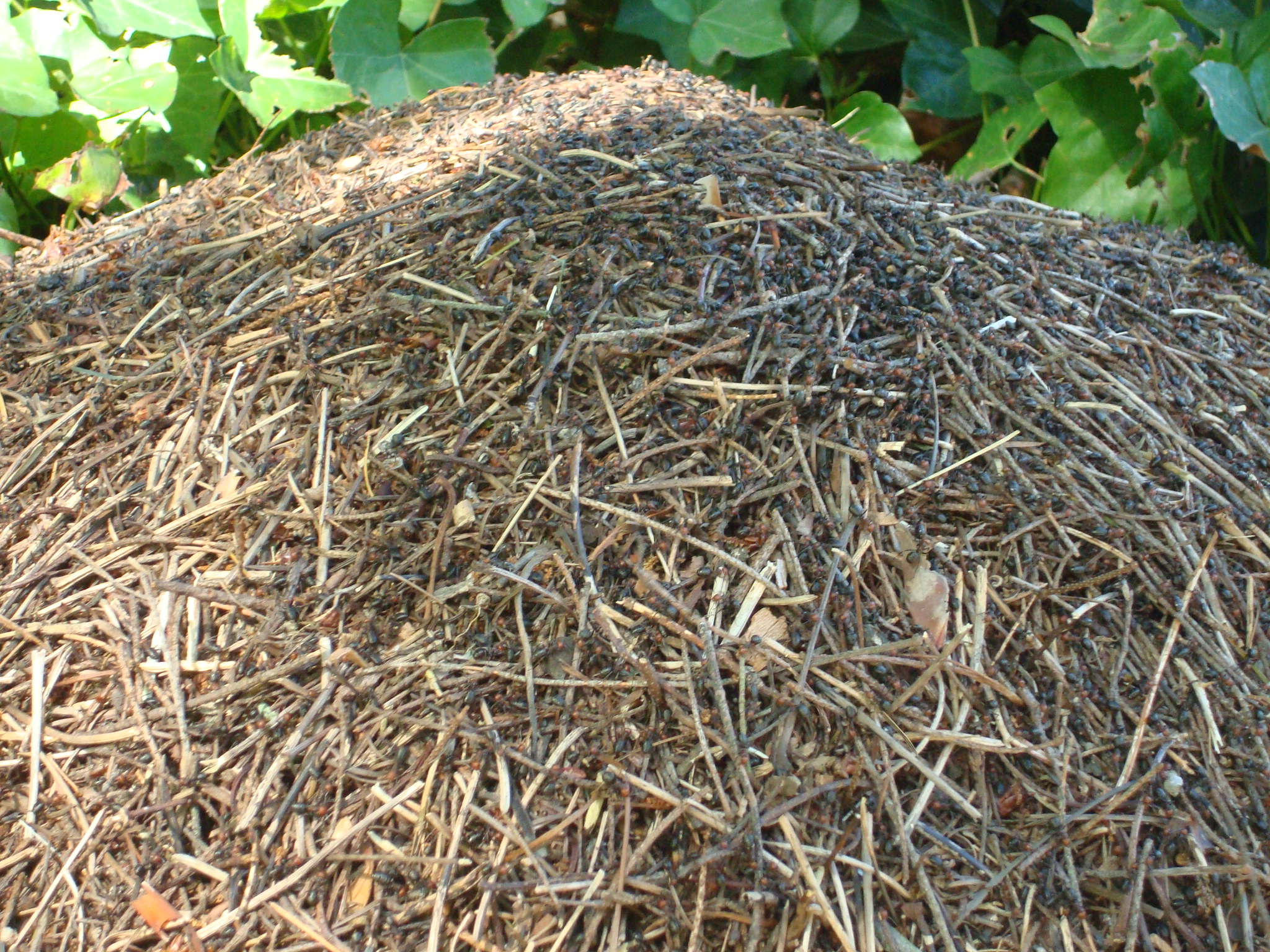
Купол муравейника
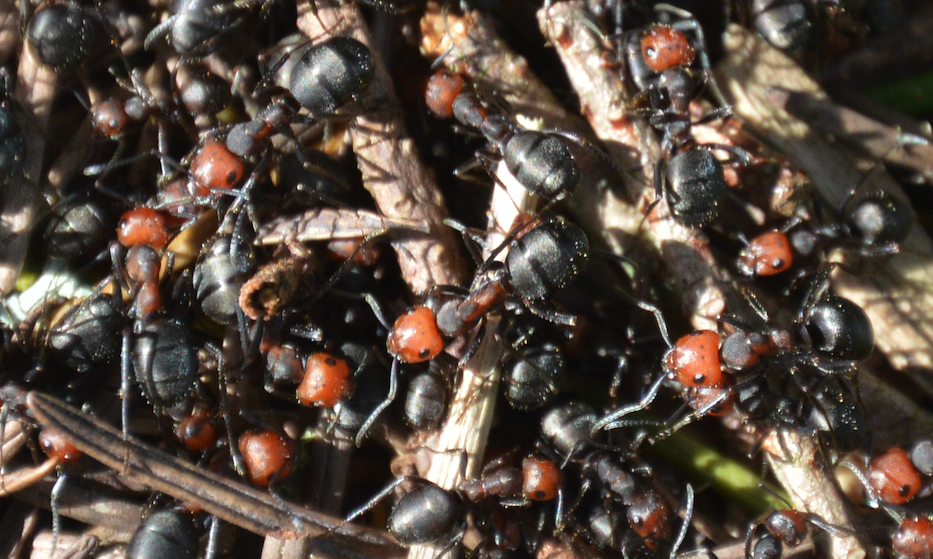
Муравьи на куполе

### Химия
Яд, распыляемый Formica obscuripes, состоит из муравьиной кислоты, восьми прямоцепочечных алканов, одного алкана с разветвленной цепью и пяти алкенов. Основной компонент, муравьиная кислота, варьировал от 8 до 96 % и в среднем составлял 73 % летучих веществ в секрете. Различия наблюдались и в отношении второго по количеству соединения — ундекана, содержание которого варьировалось от 3 до 63 % в распыленном секрете и в среднем составляло 19 %.

### Суперколонии
В Голубых горах (Blue Mountains) штата Орегон F. obscuripes продемонстрировал способность к полидомии. Суперколония на территории в четыре гектара вблизи горячих источников Леман состояла из 210 активных гнезд с суммарной численностью более 56 млн муравьев.

## Мирмекофилы
Будучи широко распространенным видом, который в некоторых местах доминирует в муравьиной фауне, Formica obscuripes является хозяином большого количества мирмекофилов.

### Муравьиные сверчки
К частым гостям муравьёв относятся по меньшей мере два вида муравьиных сверчков из рода Myrmecophilus, Myrmecophilus manni и Myrmecophilus nebrascensis. Взаимоотношения между Formica obscuripes и Myrmecophilus manni, которые имеют длину от 2,3 до 4,0 миллиметров, были изучены в колониях на юго-востоке штата Вашингтон. Ареал этого вида простирается от Вашингтона и Айдахо на север до Мексики, и он был обнаружен в гнездах по меньшей мере тринадцати различных видов муравьев. В районе исследования основным хозяином была Formica obscuripes, а более половины гнезд колонизировал Myrmecophilus manni. Количество сверчков в колонии варьировало от 15 до 300. Сверчки, живущие в муравьиных гнездах, обычно подвергаются нападению рабочих особей и спасаются только благодаря постоянной готовности к бегству и быстрой реакции. Myrmecophilus manni удается побудить рабочих к трофаллаксису и снабжению пищей, имитируя информационный обмен муравьев с помощью перекрещивания антенн. Они также часто прикасаются к телам муравьев, чтобы уловить частицы пищи или запах хозяина. Яйца Myrmecophilus manni длиной 1,1 миллиметра очень похожи на яйца Formica obscuripes. В середине июля сверчки вылупляются одновременно во всех муравейниках, даже если гнезда находятся в километрах друг от друга. Дата откладки яиц, вероятно, определяется фотопериодом, а продолжительность развития — температурой в гнездовых холмиках. Для перемещения от одного гнездового холмика к другому и между колониями муравьиные сверчки используют муравьиные тропы, которые часто пересекаются друг с другом.

### Муравьи
Несколько видов муравьев также живут в гнездовых насыпях Formica obscuripes. У Formicoxenus diversipilosus есть только один известный хозяин — Formica haemorrhoidalis, без которого колонии этого вида не могут выжить. Из особей этого вида только крылатые самцы и самки покидают гнездо хозяина для спаривания. Leptothorax muscorum имеет более широкий ареал обитания, его колонии могут выживать без хозяина, и этот вид иногда живет вместе с Formicoxenus diversipilosus в одной колонии Formica obscuripes. Взрослые Formicoxenus и Leptothorax свободно перемещаются по муравейнику. Крылатые самцы и самки обычно находятся у поверхности, в то время как рабочие и королевы обитают в более глубоких местах гнездовой насыпи. Там они устраивают свои субколонии и выводковые камеры в комках веток и корней или в полостях веток, распределенных вокруг гнезда хозяина. Они выбирают места, которые не посещает Formica obscuripes. Муравьи-хозяева игнорируют гостей или встречают их с малой агрессией, только если гнездо было потревожено по внешним причинам. Если муравей вида Formicoxenus diversipilosus сталкивается с одним из гораздо более крупных хозяев, он немедленно останавливается и прижимается к земле. Муравей-хозяин ненадолго прикасается к нему, а затем продолжает свой путь. Иногда особь Formicoxenus diversipilosus протискивается между двумя Formica obscuripes во время трофаллаксиса и принимает участие в обмене пищей. Этот вид также способен питаться самостоятельно. Возможно, что от хозяев он получает определенные питательные вещества, которые не может добыть из-за скрытого образа жизни в глубине чужого гнезда.

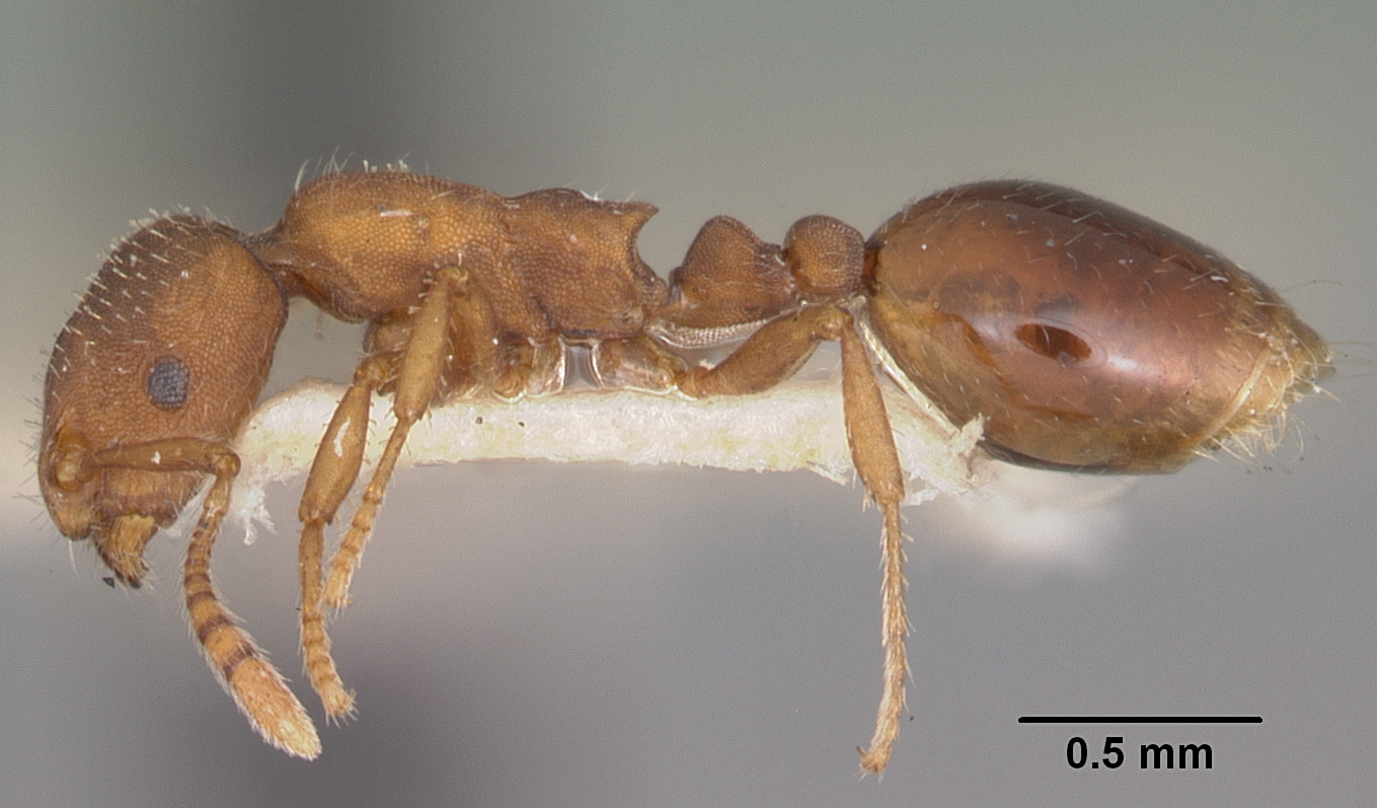
Formicoxenus diversipilosus
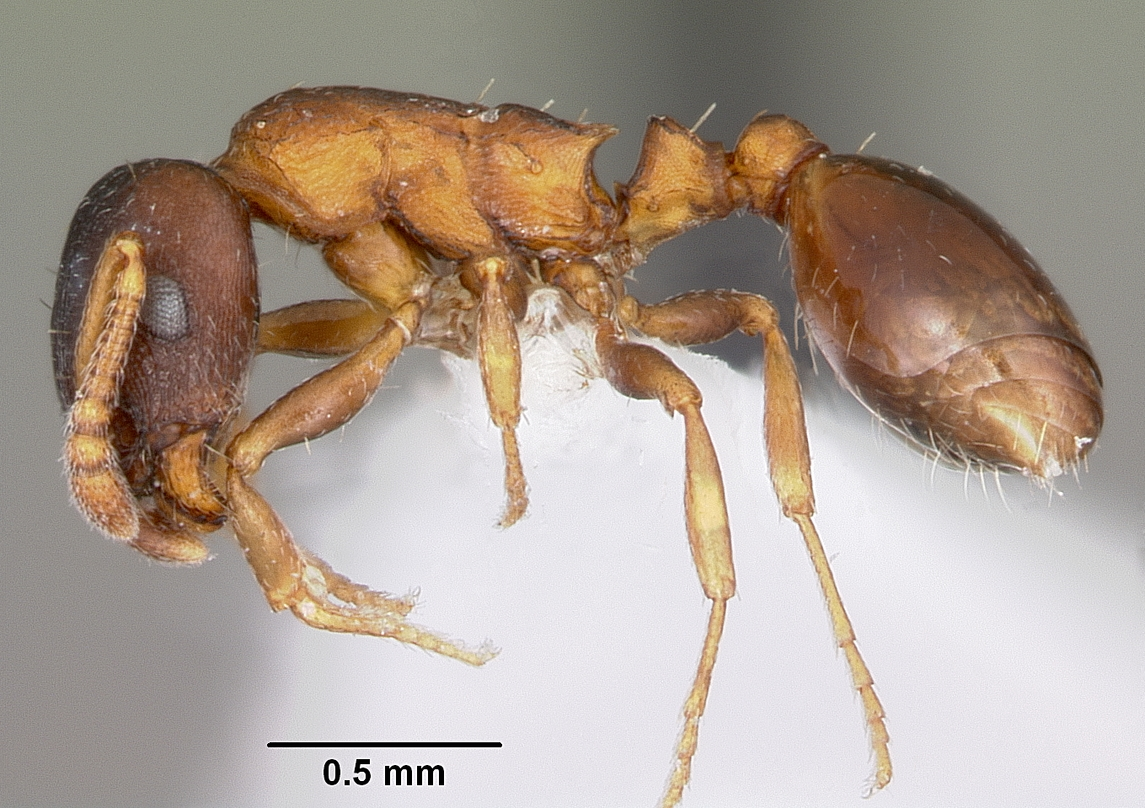
Leptothorax muscorum

### Мухи

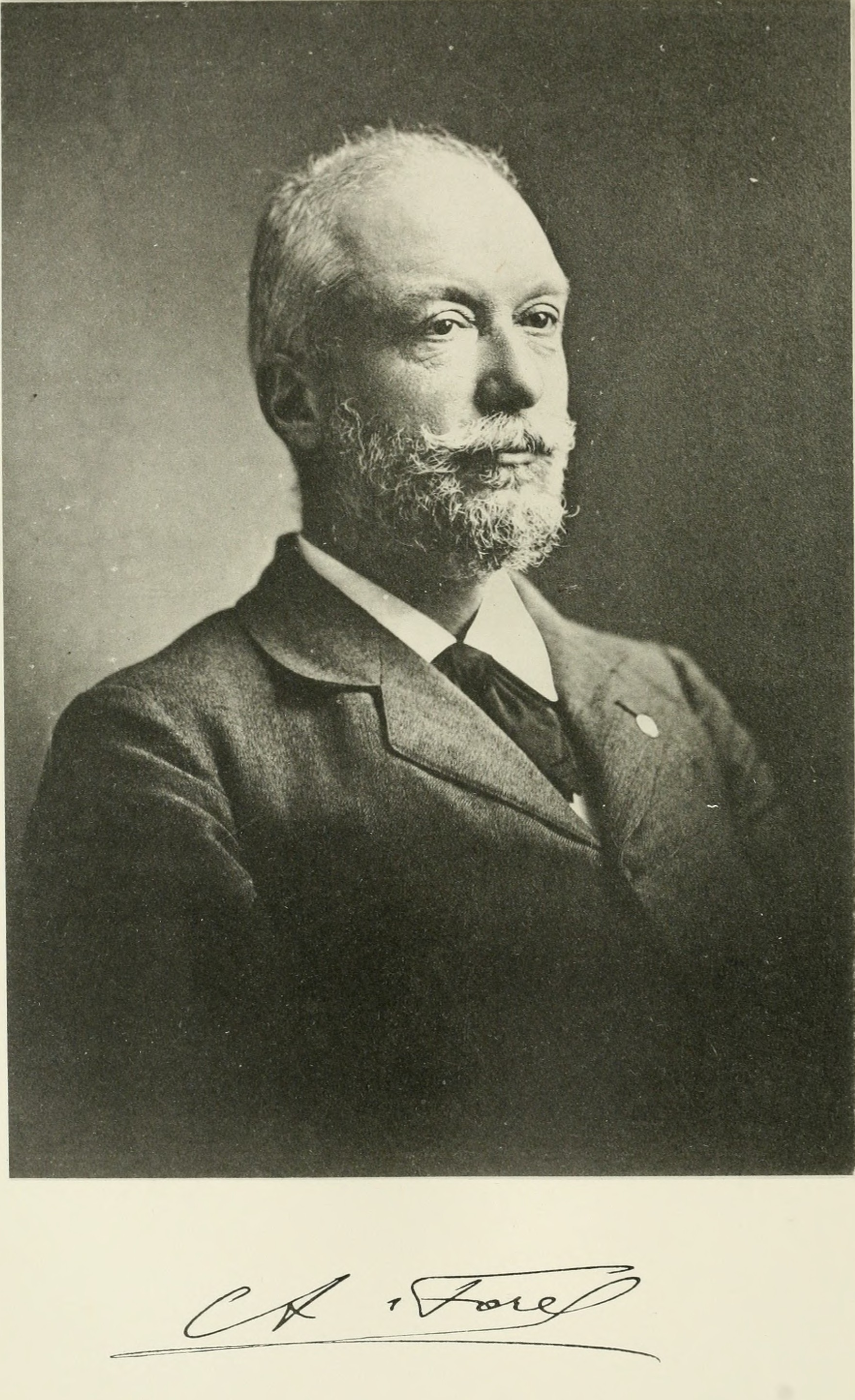
Огюст Форель, автор первого описания вида

Formica obscuripes является хозяином нескольких неспецифических мух-журчалок (Syrphidae) из рода Microdon, Microdon albicomatus, Microdon cothurnatus и Microdon xanthopilis. Это муравей служит обычным типовым хозяином для Microdon xanthopilis и самый распространенным хозяином в штате Вашингтон. Взрослые мухи-журчалки активны на севере США с мая по июнь, редко дольше, а самки после спаривания откладывают яйца в муравьиные гнезда. Личинки мух по внешнему виду напоминают слизней или гусениц чешуекрылых насекомых и неоднократно описывались биологами как таковые. Только что вылупившиеся личинки перемещаются вглубь муравьиного гнезда, на границу между слоем подстилки и землей или чуть глубже. Там они несколько раз линяют и зимуют в качестве третьей личиночной стадии. Следующей весной они снова мигрируют вверх и окукливаются у поверхности. Линька в имаго происходит ночью, чтобы избежать нападения рабочих. При наличии только одного поколения в год, большого количества сравнительно мелких яиц, длительного развития от яйца до личинки и нескольких хозяев, упомянутые виды следуют одной и той же стратегии размножения. Неизвестно, питаются ли они паразитически личинками муравьев или другими органическими веществами, как некоторые другие виды рода Microdon.

## Систематика
Вид Formica obscuripes был впервые описан в 1886 году швейцарским мирмекологом Огюстом Форелем в качестве расы под названием Formica rufa r. obscuripes Forel, 1886. Первоначально он рассматривался как форма или подвид палеарктического рыжего лесного муравья Formica rufa и был окончательно возведен в ранг вида в ревизии рода, проведенной крупным исследователем муравьев Уильямом Мортоном Уилером в 1913 году. Этот статус с тех пор является превалирующей позицией среди мирмекологов.
В пределах рода Formica он отнесен к типовому подроду Formica s. str. Строящие холмики-купола рыжие древесные муравьи из группы видов Formica rufa гораздо более богаты видами в Палеарктике, чем в Неарктике. Пока неизвестно, образуют ли они общую кладу или эта характеристика развивалась конвергентно в каждом случае.